# Теорема Рімана — Роха
Теорема Рімана — Роха — твердження в комплексному аналізі, що визначає розмірність векторного простору мероморфних функцій ріманової поверхні з нулями і полюсами визначених порядків в заданих точках поверхні. Названа на честь німецьких математиків Бернхарда Рімана і Ґустава Роха.

## Допоміжні визначення
Нехай X — компактна ріманова поверхня роду g. Групою дивізорів {\displaystyle \operatorname {div} (X)} цієї поверхні називається вільна абелева група породжена точками X. Елементами {\displaystyle \operatorname {div} (X)} є скінченні суми {\displaystyle \sum n_{i}P_{i},\,n_{1}\in \mathbb {Z} ,P_{i}\in X}. Дивізор {\displaystyle D=\sum n_{i}P_{i}} називається додатним (позначається {\displaystyle D\geq 0}), якщо всі {\displaystyle n_{i}\geq 0}. Також використовується позначення {\displaystyle D\geq D_{1}} якщо {\displaystyle D-D_{1}\geq 0}.
Порядок дивізора {\displaystyle \deg(D)} визначається як {\displaystyle \deg(D)=\sum n_{i}}.
Для мероморфної функції f визначеної в X можна визначити дивізор {\displaystyle \operatorname {div} (f)=\sum n_{i}P_{i}}, де {\displaystyle P_{i}} — нулі і полюси функції f і {\displaystyle n_{i}=a}, якщо {\displaystyle P_{i}} — нуль порядку a і {\displaystyle n_{i}=-a}, якщо {\displaystyle P_{i}} — полюс порядку a. Дивізори D для яких існує мероморфна функція f така, що {\displaystyle D=\operatorname {div} (f)} називаються головними. Два дивізори називаються лінійно еквівалентними, якщо їх різниця є головним дивізором. Оскільки порядок довільного головного дивізора рівний нулю то можна говорити також про порядок класу лінійної еквівалентності дивізорів.
Якщо {\displaystyle \omega } — диференційна мероморфна 1-форма на ній подібно до мероморфної функції можна задати дивізор. Оскільки {\displaystyle \operatorname {div} (f\omega )=\operatorname {div} (f)+\operatorname {div} (\omega )} то всі такі дивізори (канонічні дивізори) належать одному класу. Такі дивізори найчастіше позначаються K.
Позначимо тепер
{\displaystyle L(D):=\left\{f\in M(X)\,|\,\operatorname {div} (f)+D\geq \;0\right\}}.
Дана множина є векторним простором над полем комплексних чисел. Його розмірність позначається {\displaystyle \ell (D)}.

## Твердження теореми
З використанням введених вище позначень твердження теореми для X — компактної ріманової поверхні роду g запишеться:
{\displaystyle \ell (D)-\ell (K-D)=\deg D+1-g}